# Гавриленков, Евгений Евгеньевич
Евге́ний Евге́ньевич Гавриле́нков (род. 10 марта 1955, Москва) — российский экономист и преподаватель. Партнер в Matrix Captial, главный редактор «Экономического журнала» ВШЭ. Ранее — профессор Высшей школы экономики (1996—2017), управляющий директор и главный экономист инвестиционной компании «Sberbank CIB» (2012—2016), управляющий директор и главный макроэкономист инвестиционной компании «Тройка Диалог» (2002—2012). Доктор экономических наук, кандидат технических наук.

## Биография
В 1978 году окончил Московский авиационный институт им. С.Орджоникидзе по специальности "Прикладная математика". После окончания МАИ работал в НИИ "Восход", где подготовил и защитил диссертацию на соискание ученой степени кандидата технических наук. Доктор экономических наук.  
В 1990—1992 годах публиковал в газете «Московские ведомости» цикл масштабных публицистических статей под общей рубрикой «Разговор экономиста с политиком». 
В 1992—1996 годах работал в Центре экономической конъюнктуры при правительстве России, с апреля 1994 года по январь 1996 года исполнял обязанности директора Центра.
В 1996—2002 годах — заместитель Генерального директора и Директор-координатор программ экономических исследований фонда «Бюро экономического анализа».
В 1996—2002 годах — проректор Высшей школы экономики. 
В 2002—2012 годах — управляющий директор и главный макроэкономист «Тройка Диалог». 
В 2012—2016 годах — управляющий директор, главный макроэкономист в Sberbank CIB.
С 2016 года — партнер в Matrix Capital, где курирует макроэкономический анализ и аналитику.
В 1996—2017 годах — профессор Высшей школы экономики, в 1996—2014 годах — директор Института макроэкономических исследований и прогнозирования ВШЭ, в 2002—2017 годы — заведующий кафедрой прикладной макроэкономики ВШЭ.
С 1997 года — главный редактор «Экономического журнала» ВШЭ.
Бывший сопредседатель программы «Экономическая и социальная политика» Московского центра Карнеги и член его научного совета.
Член Совета по внешней и оборонной политике (СВОП), член совета фонда «Либеральная миссия». 
Автор ряда экономических исследований, лекционных курсов, статей.
Неоднократно признавался одним из лучших аналитиков по России в категории «Экономика» по результатам опросов Institutional Investor. Девять раз занимал первое место, восемь лет подряд был бессменным лидером рейтинга. В 2011 году возглавил рейтинг аналитиков по региону EEMEA в категории «Экономика» по результатам опросов Institutional Investor. Также неоднократно был назван одним из наиболее влиятельных аналитиков по рынку России и возглавлял рейтинг в категории «Экономика и макроэкономика» согласно опросам Extel Survey Rating.